# Chiesa di Santa Maria Maggiore (Campobasso)
La chiesa di Santa Maria Maggiore di Campobasso è situata sul colle dominato dal Castello Monforte,  ed è anche nota come il santuario di Maria Santissima del Monte.

## Storia
La chiesa di Santa Maria Maggiore, prospiciente il castello Monforte, è l'antica Santa Maria del Monte. La prima notizia sicura della sua esistenza risale al 1354. Era sorta infatti come semplice cappella gentilizia dedicata alla Vergine e, nel tempo, adibita anche a luogo di sepoltura delle famiglie feudatarie.

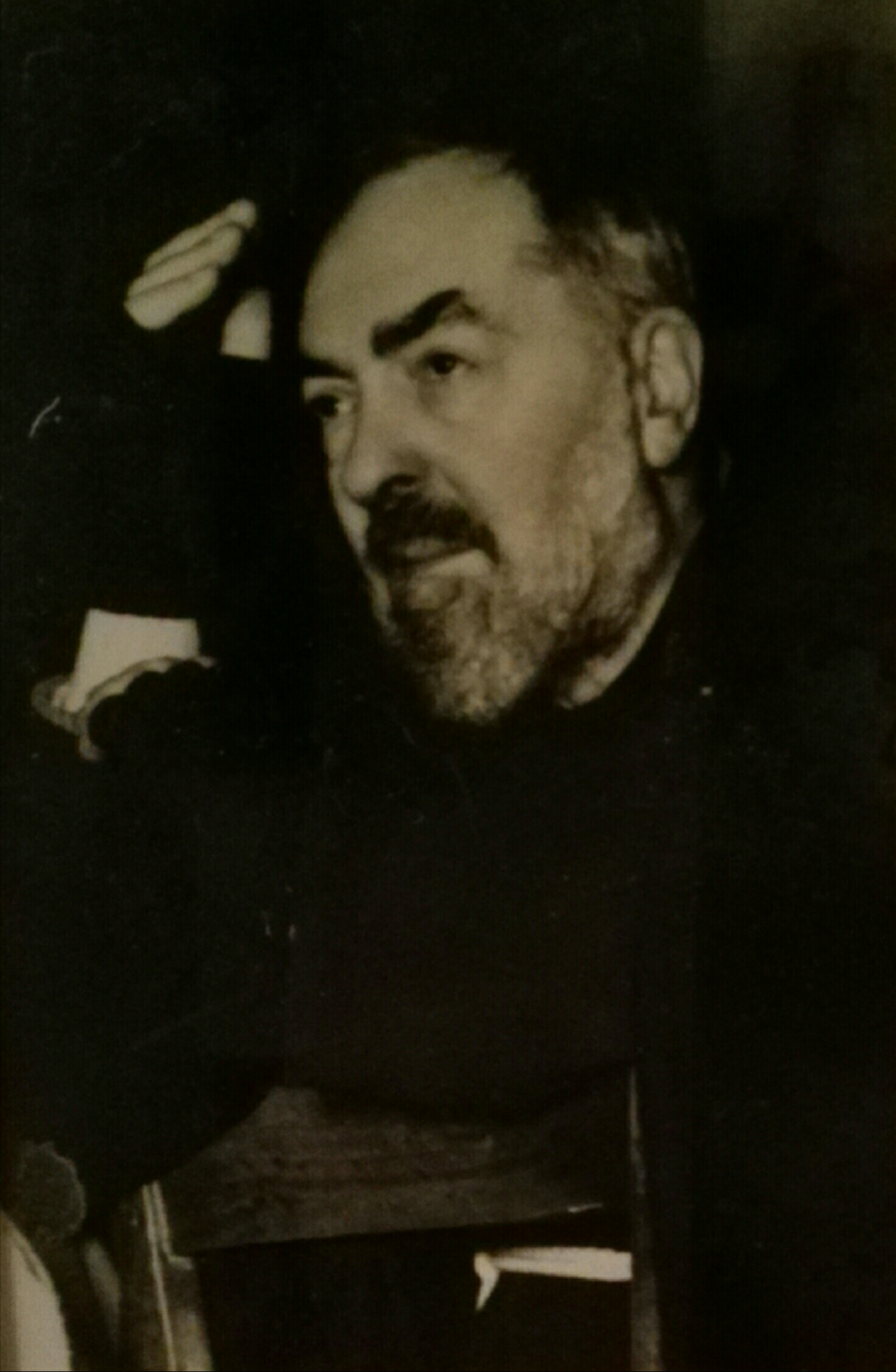
Padre Pio da Pietrelcina.

Tuttavia una preesistente cappella doveva già esistere, come dimostra un documento vaticano dove si parla della diocesi di Boiano, in cui Campobasso era inclusa: si parla delle chiese esistenti nel 1241, e questa cappella della "Madonna dei Monti" è così citata. Il contesto del documento era che il re Federico II di Svevia ordinava ad Andrea di Cicala, capitano e giustiziere del Molise, di requisire beni alle chiese di alcune diocesi: questa chiesa fu privata di un drappo in seta viola del valore di 2 tarì
La chiesa continuò ad essere la cappella del castellano e dei privati signori di Campobasso sino al XVIII secolo; nel 1760 il vescovo Cangiano la modificò, migliorando la strada di accesso dalla città bassa. Fu ricostruita varie volte a causa dei terremoti l'ultimo dei quali, molto violento, quello del 1805. Fu storicamente la chiesa dei Cappuccini dal XVI secolo. Il 10 settembre 1903 il Monsignor Felice Gianfelice, per scarsità del clero, richiese al Padre Generale dell'Ordine dei Cappuccini il loro ritorno a Campobasso; allo stesso modo nel 1904 l'arciprete don Carlo Pistilli e il monsignor Gianfelice scrissero al Provinciale per la custodia della chiesa, affinché vi ci si recasse ad officiare messa.

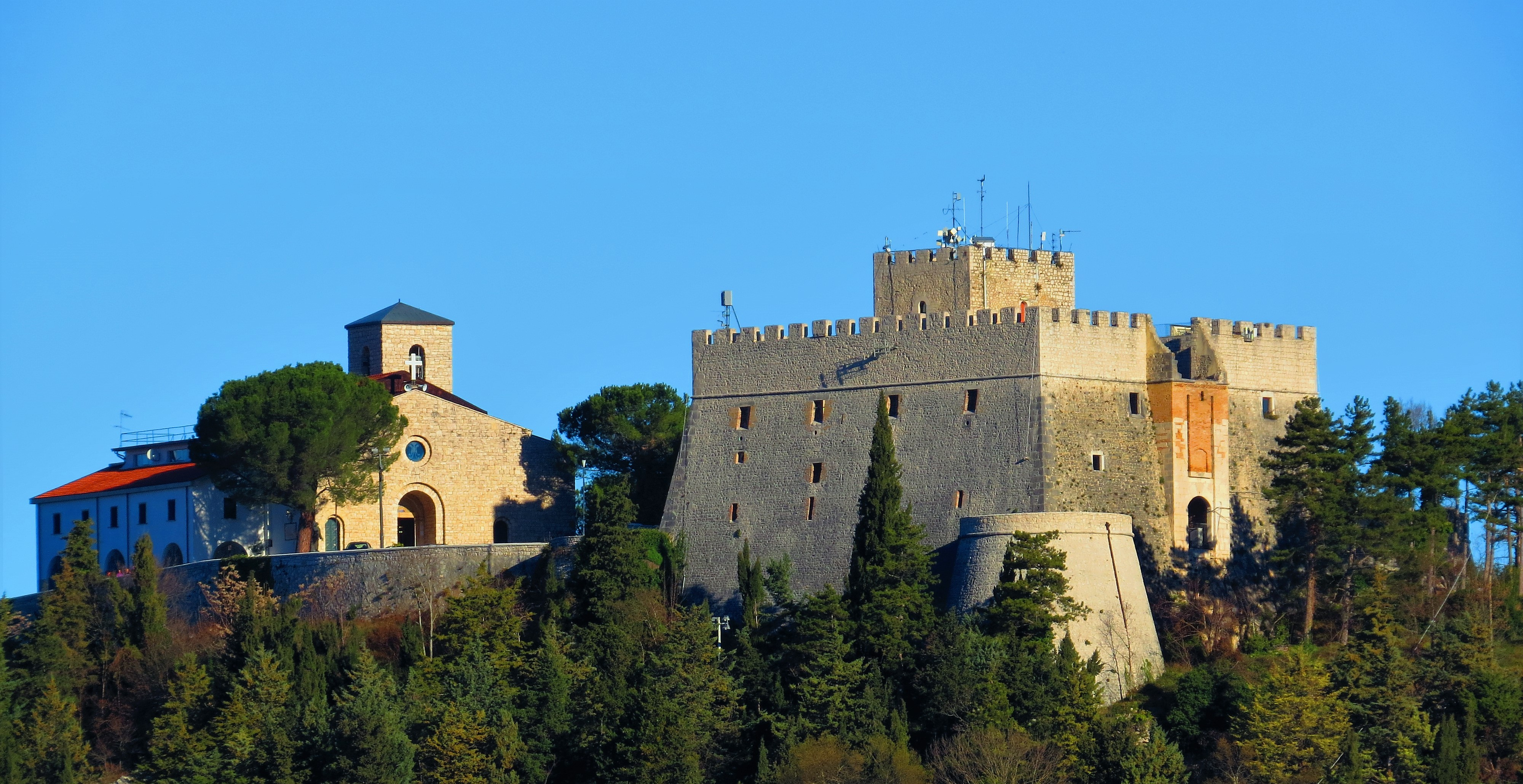
Monte sant' Antonio: la chiesa e il castello Monforte

Il 15 giugno dello stesso anno il Sommo Pontefice la decretò quale "santuario della Madonna del Monte". La chiesa dovette essere restaurata ma ci furono dei problemi per il ritorno dei Cappuccini per un ricordo di un canonico della Sacra Congregazione dei Vescovi e Regolari, trovando opposizione ferma nel monsignor Gianfelice, che riuscì il 25 maggio 1905 a far arrivare tre frati Cappuccini; la decorazione interna e il restauro furono affidati ad Abele Valerio. Il 30 maggio 1911 ci fu la solenne consacrazione davanti numeroso pubblico. I rescritti esistenti dal 1912 in poi confermano il possesso della chiesa da parte dei Cappuccini e per beneplacito della Santa Sede. Nel 1931, nella stessa Campobasso, fu realizzato il monastero del Sacro Cuore di Gesù che divenne la nuova sede dei Frati, i quali vi si trasferirono; la chiesa della Madonna del Monte si trasformò, così, in un ospizio dipendente dal Padre Superiore rimanendo tale sino al 1954 quando la nuova sede divenne parrocchia indipendente.
La chiesa, nei primi anni del Novecento, si presentava molto rozza, con impianto rettangolare e soffitto a capanna a doppia falda, una facciata intonacata decorata da un oculo e un piccolo nartece a tetto spiovente, che introduceva al portale romanico, intonaci eliminati solo nel 1980 in occasione dei restauri eseguiti a seguito del sisma dell'Irpinia. Sopra la facciata, in posizione centrale, si ergeva una piccola torre campanaria quadrata, demolita nel 1911, e ricostruita sul lato sinistro. Successivamente la torre fu abbattuta e ricostruita in forma più piccola sul retro, a destra guardando dalla facciata. Altro elemento antico della chiesa è l'abside la quale è unita a un robusto torrione a pianta circolare e che, in antico, era collegato alle mura di Cola Monforte mediante la scomparsa Porta Fredda.

## Architettura

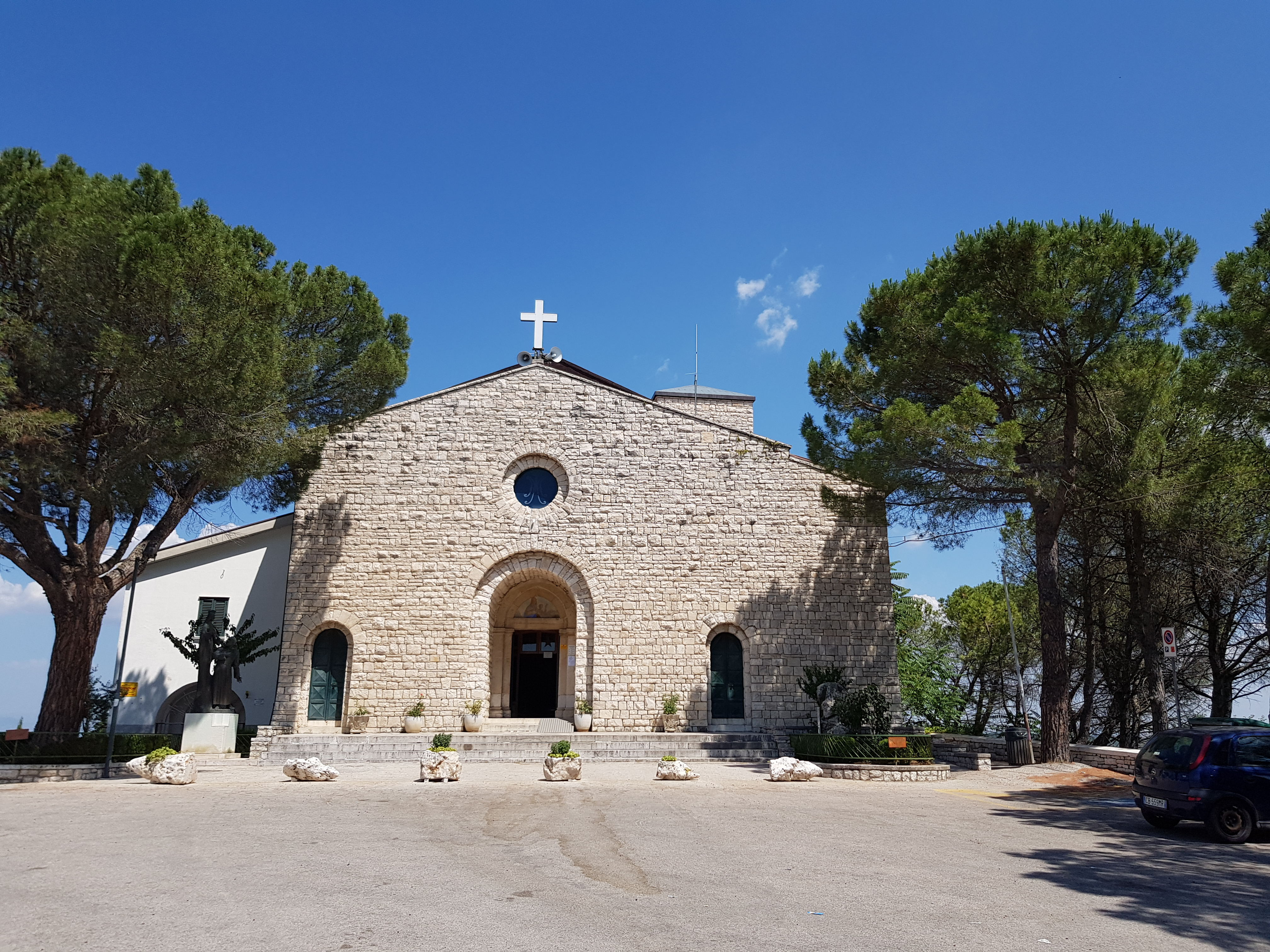
Esterno, visto dal piazzale del castello

L'intero edificio di culto è stato restaurato; la facciata ha un paramento murario in pietre di Vinchiaturo con bugne scabre collocate irregolarmente. All'interno ha un pregevole altare in marmi policromi. Particolarmente interessante è la statua della SS. Vergine del 1334, devotamente venerata. Notevoli per la loro sensibilità stilistica sono gli affreschi di Amedeo Trivisonno e di Leo Paglione. Sulla destra dell'ingresso è una cappellina dedicata a San Pio da Pietrelcina, nella quale sono custoditi gli oggetti appartenuti al santo durante la sua permanenza nel convento attiguo alla chiesa tra gli anni 1905 e 1909.
La statua della vergine viene portata per le vie della città decorate per terra da fiori che formano immagini religiose.
La processione avviene il 31 maggio.
Di interesse all'interno:
- Statua della Madonna del Monte con vesti ottocentesche, restaurata nel 1824, ma risalente al 1334, come si legge sul piedistallo
- Affreschi dei Miracoli della Madonna, i Misteri del Rosario con al centro la Gloria di Maria e il Cantico delle Creature, e l'Assunzione di Maria in Cielo - opera del 1905-1911 di Amedeo Trivisonno.